# جيم رادفورد
جيم رادفورد (1 أكتوبر 1928 - 6 نوفمبر 2020)، هو مغني شعبي وكاتب أغاني إنجليزي، وناشط سلام وناشط مجتمعي. كان أيضًا أصغر مشارك معروف في غزو الحلفاء لنورماندي في يونيو 1944 خلال الحرب العالمية الثانية.